# I 3000 dei Pirenei

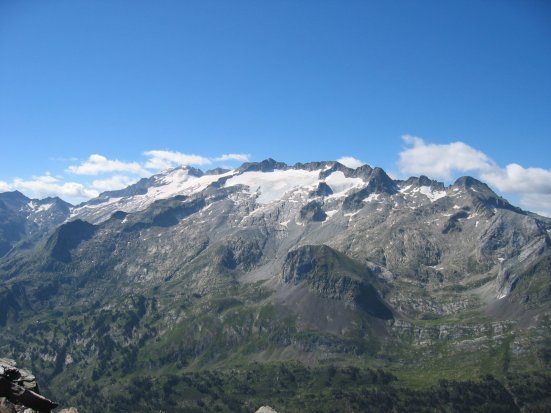
Il picco d'Aneto è la vetta più alta dei Pirenei.

I 3000 dei Pirenei sono le vette della catena montuosa dei Pirenei che superano o almeno raggiungono l'altezza di 3.000 m s.l.m.

## Definizione
I Pirenei culminano con il picco d'Aneto a 3.404 m s.l.m. L'altezza di 3.000 metri è una misura mitica nei Pirenei: questa altezza definisce le grandi vette. Questa nozione di 3.000 è comparsa circa alla metà del XIX secolo; prima le rare altezze dei monti erano calcolate con unità di misura diverse. Da allora gli appassionati dei Pirenei si dedicarono alla conquista dei 3.000.
Per la catena montuosa dei Pirenei esiste una lista dei 3.000 ufficialmente definita dalla Unione Internazionale delle Associazioni Alpinistiche (UIAA). L'équipe dei 3.000 del 1988 (composta da Jean Buyse, Luis Alejos, ecc.) ha redatto questa lista in maniera scientifica, prendendo il criterio di 10 metri di dislivello tra due vette. Si distinguono così 129 vette principali e 83 secondarie.
Ecco la lista delle 129 vette principali definite per zona montuosa:

## ZONA 1: Balaïtous-Enfer-Argualas
| Nome                   | Altezza | Nazione          |
| ---------------------- | ------- | ---------------- |
| Balaïtous              | 3144 m  | Francia - Spagna |
| Pic d'Enfer central    | 3083 m  | Spagna           |
| Pic d'Enfer oriental   | 3076 m  | Spagna           |
| Pic d'Enfer occidental | 3073 m  | Spagna           |
| Frondella              | 3071 m  | Spagna           |
| Garmo negro            | 3051 m  | Spagna           |
| Argualas               | 3046 m  | Spagna           |
| Pic Algas              | 3036 m  | Spagna           |
| Arnales                | 3006 m  | Spagna           |
| Grande Fache           | 3005 m  | Francia - Spagna |
| Frondella sud ouest    | 3001 m  | Spagna           |

Vetta secondaria: Tour Georges Cadier o Tour de Costerillou (3049 m)  Francia -  Spagna

## ZONA 2: Vignemale
| Nome                     | Altezza | Nazione          |
| ------------------------ | ------- | ---------------- |
| Vignemale (Pique Longue) | 3298 m  | Francia - Spagna |
| Clot de la Hount         | 3289 m  | Francia - Spagna |
| Pic de Cerbillona        | 3247 m  | Francia - Spagna |
| Pic central              | 3235 m  | Francia - Spagna |
| Pic de Montferrat        | 3219 m  | Francia - Spagna |
| Pointe Chausenque        | 3204 m  | Francia          |
| Piton Carré              | 3197 m  | Francia          |
| Grand Pic de Tapou       | 3150 m  | Francia - Spagna |
| Pic du Milieu            | 3130 m  | Francia - Spagna |
| Petit Vignemale          | 3032 m  | Francia          |

## ZONA 3: Monte Perdido
| Nome                                   | Altezza | Nazione          |
| -------------------------------------- | ------- | ---------------- |
| Monte Perdido                          | 3355 m  | Spagna           |
| Cilindro di Marboré                    | 3328 m  | Spagna           |
| Soum de Ramond                         | 3254 m  | Spagna           |
| Pic du Marboré                         | 3248 m  | Francia - Spagna |
| Pic de la cascade oriental             | 3161 m  | Francia - Spagna |
| Pic du Taillon                         | 3144 m  | Francia - Spagna |
| Pic Brulle o Pic de la cascade central | 3106 m  | Francia - Spagna |
| Pic de la cascade occidental           | 3095 m  | Francia - Spagna |
| Épaule du Marboré                      | 3073 m  | Francia - Spagna |
| Astazou Oriental o Grand Astazou       | 3071 m  | Francia - Spagna |
| Baudrimont nord ouest                  | 3045 m  | Spagna           |
| Gabietou occidental                    | 3034 m  | Spagna           |
| Gabietou oriental                      | 3031 m  | Francia - Spagna |
| Baudrimont sud est                     | 3026 m  | Spagna           |
| Astazou occidental o Petit Astazou     | 3012 m  | Francia - Spagna |
| Tour du Marboré                        | 3009 m  | Francia - Spagna |
| Casque du Marboré                      | 3006 m  | Francia - Spagna |
| Punta de las Olas                      | 3002 m  | Spagna           |

## ZONA 4: La Munia
Situazione: Intersezione dei circli glaciali di Toumouse, di Barroude e di Barrosa.
| Nome                 | Altezza | Nazione         |
| -------------------- | ------- | --------------- |
| Pic de la Munia      | 3133 m  | Francia- Spagna |
| Pic de Serre Mourène | 3090 m  | Francia- Spagna |
| Pic de Troumouse     | 3085 m  | Francia- Spagna |
| Pic Heid             | 3022 m  | Francia         |
| Robiñera             | 3003 m  | Spagna          |

## ZONA 5: Néouvielle-Pic Long
| Nome                      | Altezza | Nazione |
| ------------------------- | ------- | ------- |
| Pic Long                  | 3192 m  | Francia |
| Pic de Campbieil          | 3173 m  | Francia |
| Pic de Badet              | 3160 m  | Francia |
| Pic de Néouvielle         | 3091 m  | Francia |
| Pic Maou                  | 3074 m  | Francia |
| Pic Maubic                | 3058 m  | Francia |
| Pic des Trois conseillers | 3039 m  | Francia |
| Turon de Néouvielle       | 3035 m  | Francia |
| Pic de Bugarret           | 3031 m  | Francia |
| Pic de Crabounouse        | 3021 m  | Francia |
| Dent d'Estibère male      | 3017 m  | Francia |
| Pic Ramougn               | 3011 m  | Francia |
| Pic d'Estaragne           | 3006 m  | Francia |

## ZONA 6: Batoua-Batchimale
| Nome                            | Altezza | Nazione          |
| ------------------------------- | ------- | ---------------- |
| Pic Schrader o Grand Batchimale | 3177 m  | Francia - Spagna |
| Punta del sabre                 | 3136 m  | Spagna           |
| Pointe Ledormeur                | 3120 m  | Francia - Spagna |
| Pic Marcos Feliu                | 3067 m  | Francia - Spagna |
| Pic de Batoua                   | 3034 m  | Francia          |
| Pic de l'Abeille                | 3029 m  | Francia - Spagna |
| Pic de la Pez                   | 3024 m  |                  |
| Pic de Lustou                   | 3023 m  | Francia          |
| Pic du Port de la Pez           | 3018 m  |                  |

Vetta secondaria: Petit Batchimale (3061 m)  Francia -  Spagna

## ZONA 7: Posets-Eristé
| Nome                                  | Altezza | Nazione |
| ------------------------------------- | ------- | ------- |
| Monte Posets                          | 3375 m  | Spagna  |
| Espadas                               | 3332 m  | Spagna  |
| Pic des jumeaux Ravier                | 3160 m  | Spagna  |
| Pic des Vétérans                      | 3125 m  | Spagna  |
| Pic des Pavots                        | 3121 m  | Spagna  |
| Dent de Llardana                      | 3085 m  | Spagna  |
| Pico de Bardamina                     | 3079 m  | Spagna  |
| Pic de la Paul                        | 3078 m  | Spagna  |
| Grand pic d'Eristé                    | 3053 m  | Spagna  |
| Pic d'Eristé sud o Petit pic d'Eristé | 3045 m  | Spagna  |
| Pic Béraldi o Pic d'Eristé sud        | 3025 m  | Spagna  |
| Pic Forqueta o Pic des Tourets        | 3007 m  | Spagna  |

## ZONA 8: Clarabide-Perdiguero-Boum
| Nome                                     | Altezza | Nazione          |
| ---------------------------------------- | ------- | ---------------- |
| Pic de Perdiguère                        | 3222 m  | Francia - Spagna |
| Pointe de Literole                       | 3132 m  | Francia - Spagna |
| Pic des Gourgs Blancs                    | 3129 m  | Francia - Spagna |
| Pic de Royo                              | 3121 m  | Francia - Spagna |
| Pic des Crabioules o Crabioules oriental | 3116 m  | Francia - Spagna |
| Cap du Seil de la Baque                  | 3110 m  | Francia - Spagna |
| Pic de Maupas                            | 3109 m  | Francia - Spagna |
| Pic Lézat                                | 3107 m  | Francia          |
| Crabioules occidental                    | 3106 m  | Francia - Spagna |
| Pic Jean Arlaud                          | 3065 m  | Francia - Spagna |
| Pic des Spijeoles                        | 3065 m  | Francia          |
| Grand Quayrat o Pic Quayrat              | 3060 m  | Francia          |
| Pic du Portillon d'Oô                    | 3050 m  | Francia - Spagna |
| Pic Camboue                              | 3043 m  | Francia          |
| Pic Gourdon                              | 3034 m  | Francia          |
| Pic de Clarabide                         | 3020 m  | Francia - Spagna |
| Pic de Gias                              | 3011 m  | Spagna           |
| Pic Belloc                               | 3008 m  | Francia          |
| Pic de Boum                              | 3006 m  | Francia - Spagna |
| Pic de Saint Saud                        | 3003 m  | Francia          |

Vetta secondaria: Antenne nord du Quayrat (3046 m)  Francia

## ZONA 9: Maladeta-Aneto
| Nome                              | Altezza | Nazione |
| --------------------------------- | ------- | ------- |
| Picco d'Aneto                     | 3404 m  | Spagna  |
| Pointe d'Astorg                   | 3355 m  | Spagna  |
| Pic maudit                        | 3350 m  | Spagna  |
| Épaule de l'Aneto                 | 3350 m  | Spagna  |
| Pico del Medio                    | 3346 m  | Spagna  |
| La Maladeta                       | 3308 m  | Spagna  |
| Pico de Coronas                   | 3293 m  | Spagna  |
| Pic des Tempêtes                  | 3290 m  | Spagna  |
| Premier pic occidental Maladeta   | 3254 m  | Spagna  |
| Pic margalida                     | 3241 m  | Spagna  |
| Deuxième pic occidental Maladeta  | 3220 m  | Spagna  |
| Pic Russell                       | 3205 m  | Spagna  |
| Troisième pic occidental Maladeta | 3185 m  | Spagna  |
| Pic le Bondidier                  | 3185 m  | Spagna  |
| Diente de Alba                    | 3136 m  | Spagna  |
| Pico de Alba                      | 3118 m  | Spagna  |
| Pic de Vallibierna                | 3067 m  | Spagna  |
| Tuca de Culebras                  | 3062 m  | Spagna  |
| Pic Aragüells                     | 3037 m  | Spagna  |
| Tuc de Mulleres                   | 3010 m  | Spagna  |

## ZONA 10: Besiberris
| Nome                   | Altezza | Nazione |
| ---------------------- | ------- | ------- |
| Comaloforno            | 3033 m  | Spagna  |
| Besiberri Sud          | 3030 m  | Spagna  |
| Besiberri Nord         | 3014 m  | Spagna  |
| Punta alta             | 3014 m  | Spagna  |
| Besiberri Del Mig sud  | 3003 m  | Spagna  |
| Besiberri Del Mig nord | 3002 m  | Spagna  |
| Pointe Célestin Passet | 3002 m  | Spagna  |

## ZONA 11: Estats-Montcalm
| Nome                 | Altezza | Nazione          |
| -------------------- | ------- | ---------------- |
| Pique d'Estats       | 3143 m  | Francia - Spagna |
| Pic Verdaguer        | 3131 m  | Francia - Spagna |
| Pic de Montcalm      | 3077 m  | Francia          |
| Pic du port de Sullo | 3072 m  | Francia - Spagna |